# Gschnas
Ein Gschnas [kʃnaːs] (auch G’schnas, manchmal Gschnaß, selten G’schnaß, Geschnas geschrieben) ist heute eine aus dem Wienerischen stammende österreichische Bezeichnung für ein fröhliches Kostümfest. Es findet während des Faschings statt. Es besteht ein nahtloser Übergang zu einem aufwendiger gestalteten Kostümball, dem Faschingsball, und ein Gschnas grenzt sich gegenüber einem Maskenball, der Redoute sowie zu ebenfalls besonders im Fasching stattfindenden Bällen ab, die gewöhnlich in eleganter Abendgarderobe besucht werden.
Ursprünglich bedeutete Gschnas in etwa „wertloses Zeug“, später hatte es oft die speziellere Bedeutung für optisch ansprechendes Zeug, das aber im Grunde wertlos ist. Die heutige Verwendung ist eine fast seit den Ursprüngen verwendete Kurzform von (das) Gschnasfest und (der) Gschnasball. Das Genus wird meist als sächlich angegeben (das Gschnas), manchmal wird auch maskulin verwendet (der Gschnas). Der Plural (die Gschnase) wird selten verwendet. Das Wort kommt zwar aus der Umgangssprache, ist aber seit langem in der österreichischen Hochsprache verankert. Der Begriff wird vor allem im Osten Österreichs bis Salzburg verwendet. Inzwischen wird er manchmal auch in Tirol und Vorarlberg verwendet, besonders als Namensbestandteil von Veranstaltungen.

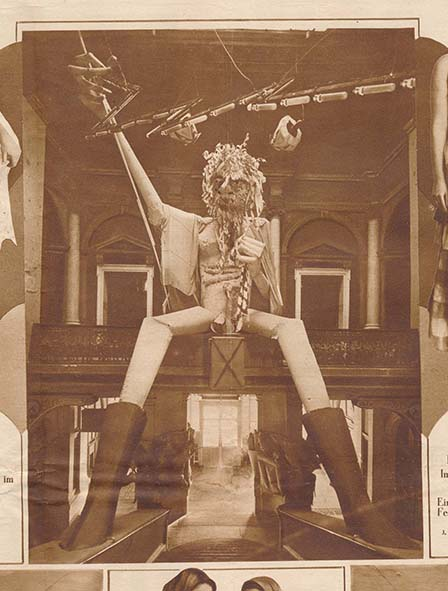
Fest am 8. Februar 1930 „Im Traumland“. Figur „Der verschnupfte Zeus“ mit einem elektrischen Blitz von Erwin Puchinger, Josef Heu und Ferdinand Opitz (Künstlerhaus Archiv)

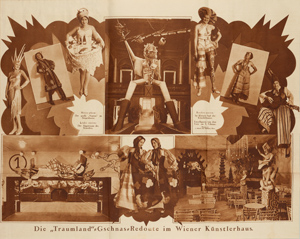
Publikation zum Gschnas-Fest Gross-Peking, 29. Februar 1892 (Künstlerhaus Archiv)

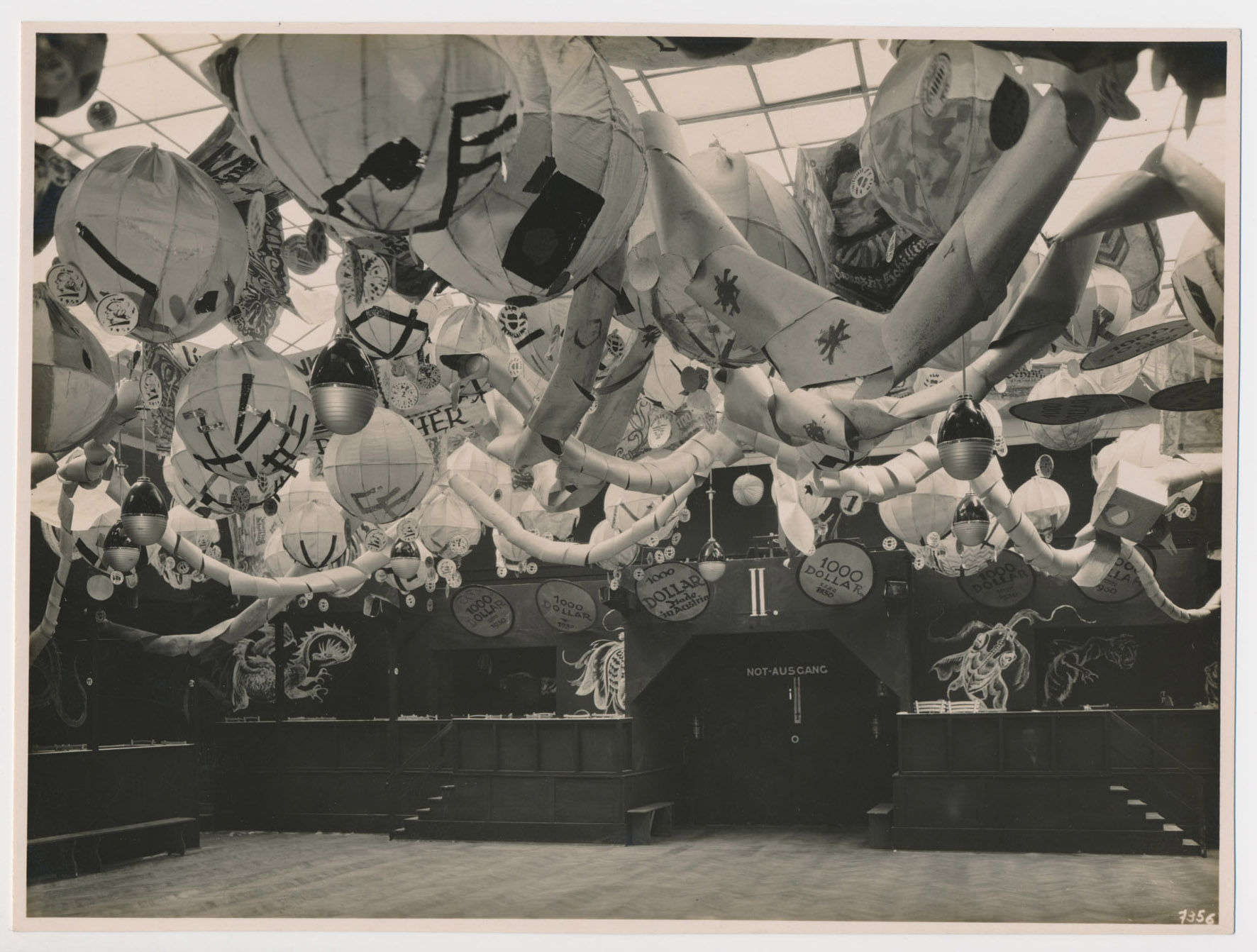
Gschnas-Fest Gross-Peking 29. Februar 1892 (Künstlerhaus Archiv)

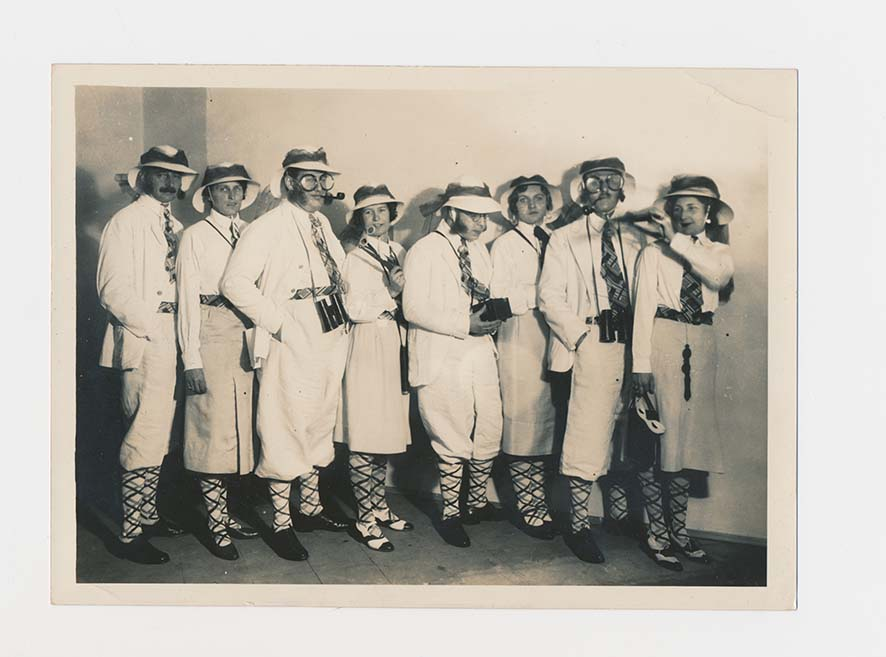
Die Reisenden in der Gschnasredoute am 23. Jänner 1932 (Künstlerhaus Archiv)

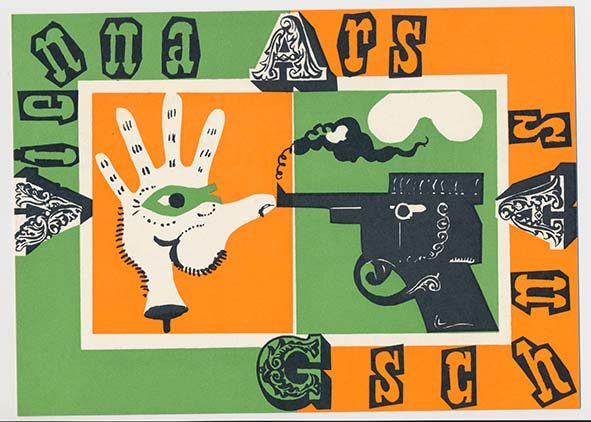
Herbert Pass: Einladung zu den Festen 1965 (Künstlerhaus Archiv)

Eine besondere Form ist der Fast-Nackt-Gschnas.

## Etymologie und Geschichte
Der Ursprung des Begriffes liegt im mhd. sneise, was Reihe (gleichartiger Dinge) bedeutet (vgl. Standarddeutsch Schneise). Daraus entwickelte sich der frühere Begriff „Geschneise“, der dann in der Mundart zum „Gschneis“ und zum „Gschnas“ wurde. Diese Wörter bezeichneten vor allem in der Landwirtschaft wertloses Zeug wie Baumreisig/Abfallholz, aber auch Schnüre und Fäden. In der Wiener Mundart des 19. Jahrhunderts stand „Gschnas“ für Abschnitzel, Abhub, Überbleibsel, bei Malern für die von der Palette abgekratzte unbrauchbare Farbe.
In der ersten Hälfte des 19. Jahrhunderts wurde in Wien kaum ein großer Kostümball mit Verkleidung abgehalten, erst in der zweiten Hälfte des 19. Jahrhunderts fanden sie vermehrt statt. Wie die Kostümfeste zum Gschnasfest wurden, ist nicht genau bekannt. Sicher ist aber, dass die Ursprünge in den Wiener Künstlerfesten liegen. In der Vorstadt Laimgrube gab es Ecke Untere Stättengasse (seit 1862 Dürergasse) und Canalgasse (seit 1902 Joanelligasse) das Gasthaus zum „Blauen Strauß“. Dort stellte Leopold Ernst 1847 einen neugotischen Festsaal fertig. Dieser war Treffpunkt des 1851 gegründeten und später in Albrecht-Dürer-Verein umbenannten Künstlervereins. Im Jahre 1861 schlossen sich die Künstlervereine Eintracht und Albrecht-Dürer-Verein zur damaligen Standesvertretung für Wiener Maler, Bildhauer und Architekten unter dem Namen Genossenschaft der bildenden Künstler Wiens zusammen. 1868 wurde die neue Heimstätte eröffnet, das Künstlerhaus Wien. Es gibt zwei sonst nicht bestätigte Erzählungen, wie es zu dem Namen Gschnas gekommen sein soll:
- Nach einem Autor aus dem Jahre 1873 blieb bei einem Künstlerfest Jahre zuvor so viel Essen übrig, dass man daran dachte, mit dem „Gschnas“ ein zweites Fest zu veranstalten, und ein weiterer Einfall war, sich auch „gschnasig“ zu kostümieren. Seitdem war das Kostüm möglichst treu in Schnitt und Farbe, aber durchaus nicht aus den echten, sondern aus relativ wertlosen Materialien. Seitdem sollen die Maskenfeste mit ziemlicher Regelmäßigkeit veranstaltet worden sein.[11]
- Nach einer Beschreibung von Carl von Vincenti aus dem Jahre 1904 gehen die Künstlerfeste als solche auf den Vormärz zurück. Bei einem der Feste, bei denen Ernst den Saal im „Blauen Strauß“ gotisch ausgestattet haben soll, soll der Maler Eduard Cramolini (eigentlich Kramolin, 1807–1881) beim Anblick der Faschingsgotik zum ersten Mal das Wort Gschnas im übertragenen Sinn verwendet haben. In den 1860er-Jahren soll sich das Wort für die humoristischen Künstlerabende gehalten haben und ab 1870 begannen die Faschingsfeste im neuen Künstlerhaus und die Glanzzeit des Gschnas. In den 1870er-Jahren sollen es theatralische Abende gewesen sein und Faschingsbilderschauen.[18]

Der Autor von 1873 beschreibt das damalige Fest und die Machart der Kostüme:

„Theatralische Darstellungen, in welchen die Tollheit schon einen ziemlich hohen Grad erreichte, Musik- und Tanzabende reihen sich an; den Schluß- und Glanzpunkt des Künstlerfaschings aber bildete, wie herkömmlich, der ‚Gschnasball‘. […] Seitdem besteht für diese mit ziemlicher Regelmäßigkeit wiederkehrenden Maskenfeste das Gesetz, dass das Kostüm so treu wie möglich in Schnitt und Farbe, aber durchaus nicht echt im Stoff zu sein hat. Gewöhnlich wird irgendeine Stilperiode vorgeschrieben; wir haben antike, gothische u.s.w. Gschnasbälle gehabt, und es ist unglaublich, wie sinn- und phantasiereich da die schlechten Fetzen, die abgetragenen Kleider Haus- und Küchengeräthe verwendet werden, wie der sonst verpönte Frack sich jedem Zeitalter anpaßt, kurz mit wie bescheidenen Mitteln die komischten und zugleich glänzendsten Effekte sich erzielen lassen. Für dieses Jahr hatte ‚Se. Durchlaucht Fürst Gschnas der Erste und Einzige‘ einen Hoftag ausgeschrieben; nur blaues Blut war geladen, vorzugsweise aber Potentaten, welche in dem Gothaischen Kalender nicht mehr oder noch nicht aufgenommen sind und Repräsentanten ausgestorbener Adelsgeschlechter. […] In einiger Entfernung meinte man wirklich die kostbaren Brokate, Spitzen, Stickereien, Straußenfedern, Harnische, Ketten, u.s.w. zu sehen: näher tretend erkannte man die bemalte Sackleinwand, die Tisch- und Bettteppiche, die papierernen Federn und Blumen, die Goldgeschmeide und Brillanten vom Christbaum. Das Mäntelchen von schwarzer Seide enthüllte sich als alter Regenschirmüberzug, die Kopfbedeckung des Dogen von Venedig als Haube einer Linzer Bäuerin, der Helm mit Nasenschirm als ein mit Silberpapier beklebtes ‚Büttel‘, der Degengriff als hölzerner Leuchter, die prachtvolle Schleppe kann nicht verheimlichen, dass sie noch vor Kurzem einen Fauteuil geziert hat. […] Hier sind die ‚schönen Männer‘, welche einmal den Hausrock mit einem ‚Ritter‘- oder Matrosenanzuge vertauschen, aber auch im bunten Wamms die alten ledernen Gesellen bleiben, von vornherein ausgeschlossen oder spielen doch, wenn sie sich hineinwagen, gar trübliche Figuren, ja sogar die schöne Frau, die nichts als schön sein will, genießt kein Ansehen. Es ist Methode in der Narrheit. Möge sie ferner gedeihen!“

Viele der Mitglieder des Künstlervereins trugen zur Ausstattung der Räumlichkeiten bei, wobei auch viele Bilder und Skulpturen entstanden. Sie waren humorvoll, oft auch satirisch und des Öfteren durchaus politisch oder setzten sich mit der verändernden Kunst auseinander. Beispielsweise malte später einmal Stephan Hlawa den Schauspieler Werner Krauß als Richard III. in der Art verschiedener moderner Maler, wie Gustav Klimt, Egon Schiele, Albin Egger-Lienz, George Grosz, Paul Klee, Pablo Picasso, Vincent van Gogh, Franz Marc und Marc Chagall.

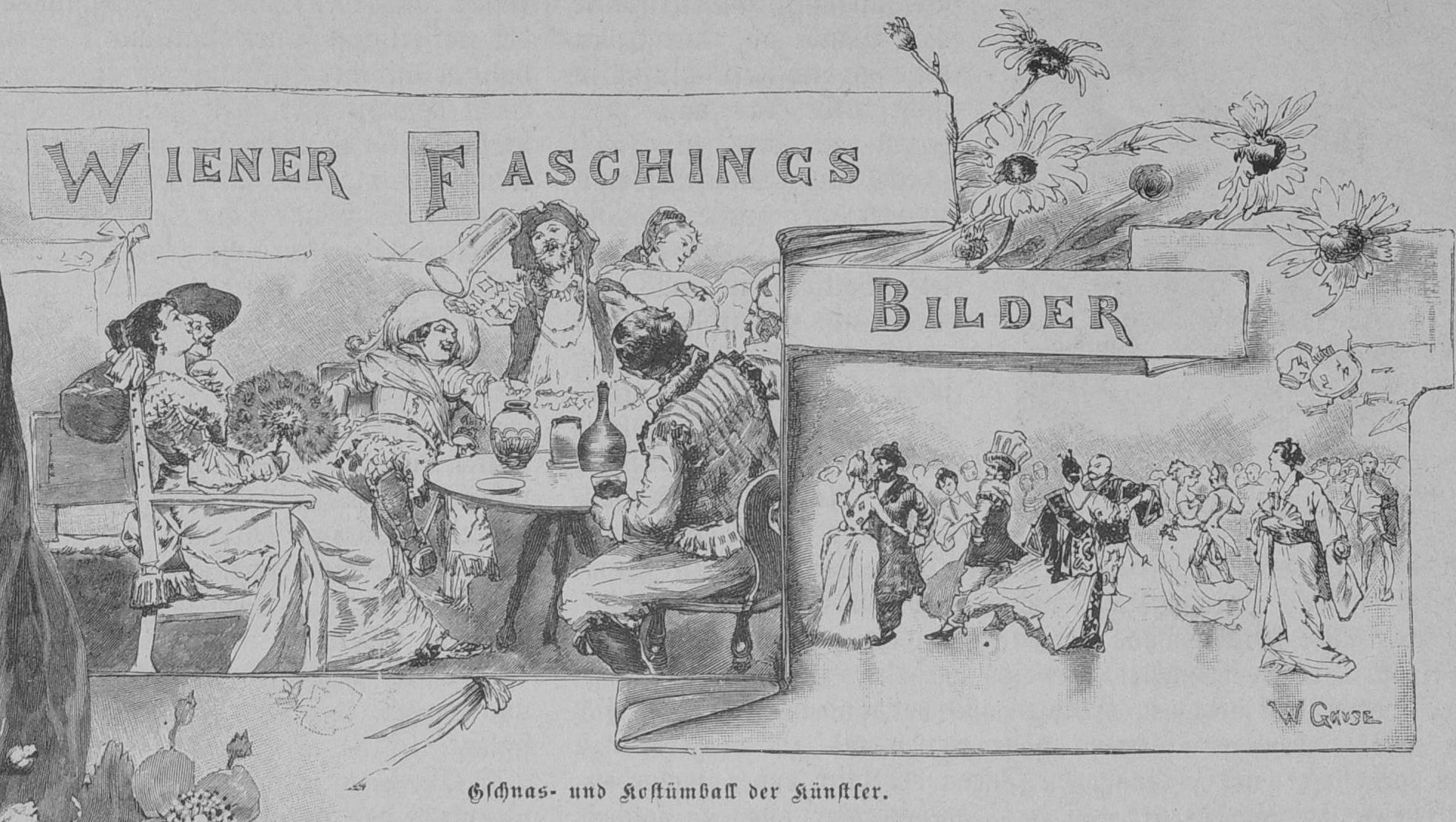
Gschnas- und Kostümball der Künstler. Wilhelm Gause, 1888

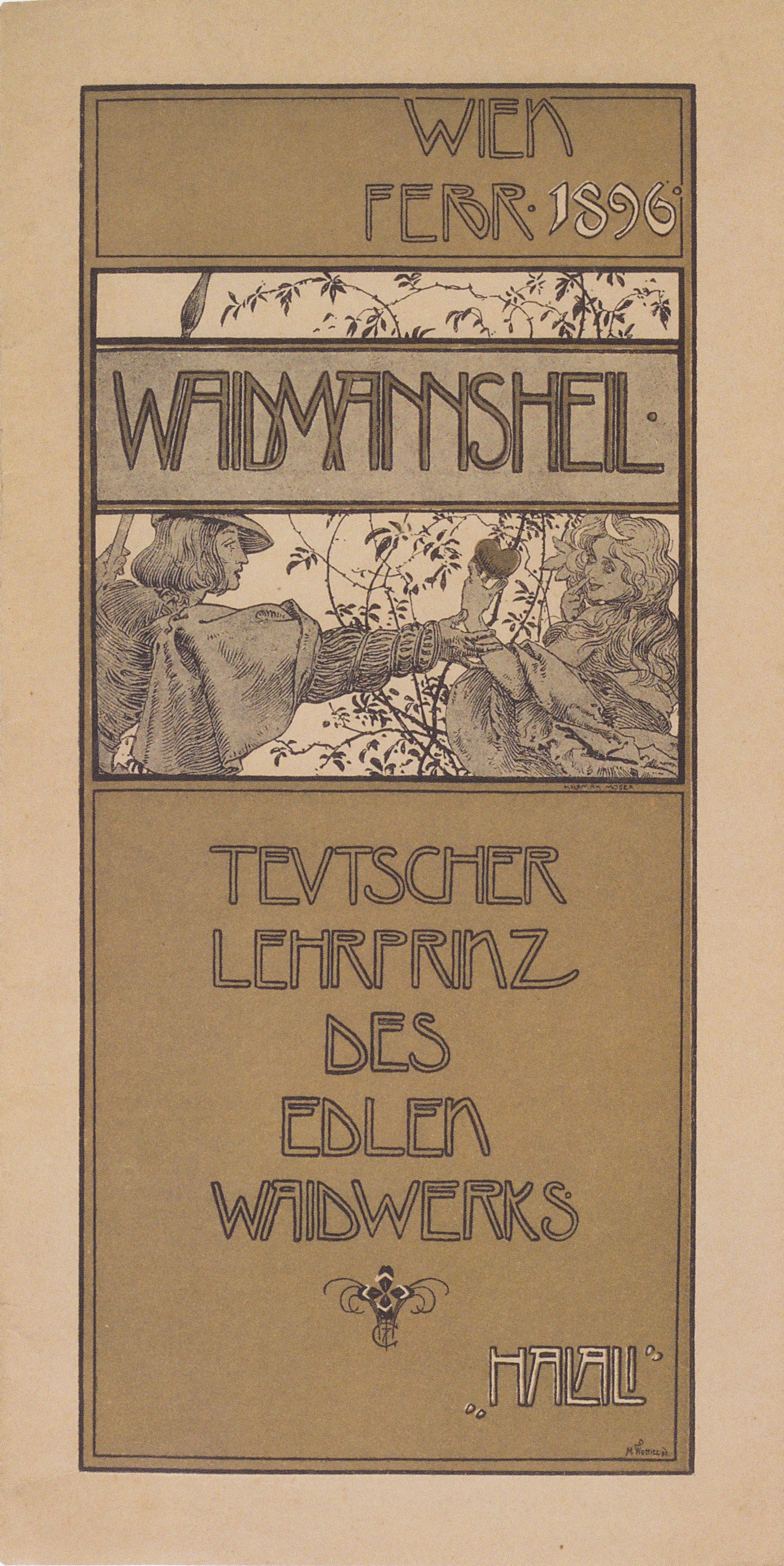
Damenspende zum Gschnas im Künstlerhaus mit dem Motto „Hubertusfest“, gestaltet von Koloman Moser, 1896

Ab 1880 begannen die großen Künstlerfeste, auch als Schluss des Künstlerfaschings, jeweils am Faschingmontag. 1882 wurden die Seitentrakte angebaut und damit auch die Feste größer. Bis 1904 gab es deren fünfzehn und die glänzenden wurden von drei- bis viertausend Gästen besucht. Zum Künstlergschnas wurden auch mehrere Jahre jeweils passend zum Thema sogenannte Gschnasmedaillen geprägt, die man als Souvenir kaufen konnte und die später auch auf numismatischen Ausstellungen und in Katalogen gezeigt wurden. Nach Johann Veit Kull sind diese Scherzmedaillen wohl zuerst in Wien entstanden und andere Vereine haben sich diese Idee abgeschaut.
Der kaiserliche Rat Theodor Theyer (Theyer & Hardtmuth), Kunstfreund und auch selbst Gschnaskünstler, sammelte über die Jahre Requisiten und richtete in seinem Schloss in Rossatz im zweiten Stock ein Museum ein, das Gschnasoleum. Bei der Eingangstür stand der Willkommensgruß „GRVE • SENG • GOTTAL • LEMIT • ANANDA • 1892“ (GRVES ENG GOTT ALLE MITANANDA = Grüß euch Gott alle miteinander).
Den dank niedriger Besteuerung bis zum Zweiten Weltkrieg guten Gewinn der Feste verwendete man für soziale Unterstützungen.
Die Gschnasfeste waren berühmt und über die Grenzen Österreichs hinaus bekannt. Der Maler Alexander Demetrius Goltz bemerkte 1895: „Es ist nur gut, dass wir jeden Frühling bei der Jahresausstellung wieder beweisen, dass wir auch noch malen und modelliren können. Man würde uns sonst rein nur mehr als „Gschnas-Künstler“ betrachten.“ () Mit Unterbrechungen fanden die berühmten Gschnasfeste im Künstlerhaus bis 1965 statt.
Die Bezeichnung Gschnas wanderte auch in die Kronländer und so wird 1893 von einem Gschnas-Abend im Brünner Deutschen Haus berichtet und von einem Gschnasball der Concordia in Prag. Auch für andere Faschings-Veranstaltungen wurde der Begriff gebraucht, so organisierte ein Fotoclub in den 1890er-Jahren Gschnas-Ausstellungen mit satirischen Fotos und solchen von Scheinobjekten, wie etwa einer Ruine aus Pappe. Der Gschnas schlechthin blieb aber damals der im Künstlerhaus.
Durch die Feste kam es anscheinend in der Umgangssprache der Steiermark zur Jahrhundertwende zu einer außergewöhnlichen Bedeutung für Geschneise/Gschnas. In einem Wörterbuch aus dem Jahre 1903 wird es wie folgt erklärt: „Durcheinander von Leuten, gemischte Gesellschaft, auch wegwerfend für ‚Leute‘, ‚Volk‘.“ Dies scheint aber eine Ausnahme zu sein.
Sonst bekam der Begriff durch die Künstlerfeste auch eine weitere, spezifischere Bedeutung. So schreibt Marie Weyr 1895:

„Unter ‚Gschnas‘ versteht der Wiener allen Schein, dem kein Sein zu Grunde liegt, das momentan Einnehmende, Blendende und doch Unechte, welches bei näherer Betrachtung sich als wertloser Plunder entpuppt. ‚Gschnasig‘ ist ihm die reizende Hexe, die der Zauberer des Nachts in seine Arme beschwört um beim Erwachen den dürren Besenstiel auf seinem Lager zu finden; ‚gschnasig‘ nennt er die Reden gewisser Volksvertreter, Gschnasberge sind ihm die Kalkhügel der sächsischen Schweiz, wenn er der heimatlichen Alpen gedenkt, König Mil…, pardon, Menelaus in der ‚schönen Helena‘ nennt er einen Gschnaskönig, usw.
 Der ‚Gschnas‘ als Festschmuck ist eine echte und rechte Wiener Spezialität. Wie ihn unsere Künstler schufen und alljährlich neu unter ihren schier magisch waltenden Händen entstehen lassen, ist er in seinen materiellen Bestandteilen ein urwüchsig Plebejerkind, aus Bodenkram, Küchenabfällen, Trümmern und Scherben geboren, geistig geadelt durch seine Verdienst um das Zwerchfell der Menschheit, geschmückt mit dem Orden der Kunst und Frohsinnswissenschaft, dem Stern der Genialität in echten, nicht gschnasigen Brillanten.“

Auch eine Telefonapparat-Attrappe konnte als „Gschnas-Telefon-Apparat“ bezeichnet werden. Man konnte es auch als Talmi bezeichnen, manchmal auch Kitsch, wobei manche die Begriffe synonym verwendeten und andere zwischen „Kitsch“ und „Gschnas“ unterschieden. „Für den Österreicher ist die Definition von ‚Kitsch‘ nicht schwierig. Kitsch ist Gschnas, der den Anspruch stellt, ernstgenommen zu werden. Gschnas aber wiederum ist eine Kunstübung, die nicht ernst-genommen werden will.“ (Neues Forum, Band 3–4, Schriften zur Zeit, 1956, S. 297)
Zwischen den Kunstrichtungen der Jahrhundertwende wurden jeweils gegenseitig die Hervorbringungen der anderen als Gschnas bezeichnet. Hermann Bahr klagte im Jahre 1896, ein Jahr vor Abspaltung der Wiener Secession und während in anderen Städten schon neue Initiativen liefen: „Das Geschäft, das Geschäft! Das ist das einzige, was man im Künstlerhause ernst nimmt. Was nicht Geschäft ist, gilt als Gschnas, besonders die Kunst; dafür ist das Fest im Fasching da. Wer kann noch hoffen, dass es jemals anders wird.“ Der verspielte Schmuck, die Erker, der Stuckreichtum des Historismus wurde unter anderem von Jugendstil-Leuten als Gschnas kritisiert. Andere bezeichneten viele Arbeiten der Secessionisten als „kunstgewerblichen Gschnas“. Bertha von Suttner bezeichnete in ihren Lebenserinnerungen das Le Chat Noir als Künstler-Gschnas-Café und als Ahnherrn sämtlicher die Welt nun überfüllenden Kabaretts.
Ab den 1960er-Jahren werden die anderen Bedeutungen seltener, das Kostümfest tritt in den Vordergrund und ab den 1970er-Jahren wird, wenn die Erklärung „wertloses Zeug“ und ähnliches überhaupt erwähnt wird, sie meist als veraltet markiert.
Vom Begriff abgeleitet hat sich der umgangssprachliche Ausdruck Schnas für „Flausen, Unsinn“.